# جمال باشا
أحمد جمال باشا (1873 - 1922)، والي بغداد العثماني وأحد زعماء جمعية الاتحاد والترقي (الباشاوات الثلاثة) الذي اشترك في ثورة (تركيا الفتاة) عام 1908 والتي أطاحت بحكم السلطان عبد الحميد الثاني ثم شارك في الانقلاب العسكري العثماني 1913. ليشغل بعدها منصب وزير الأشغال العامة عام 1913 ثم وزير
البحرية عام 1914. وتولى في الحرب العالمية الأولى منصب قيادة الجيش الرابع العثماني، وفي عام 1915 عين حاكماً على سوريا وبلاد الشام وفرض سلطانه على بلاد الشام وأصبح الحاكم المطلق فيها.

## سياساته

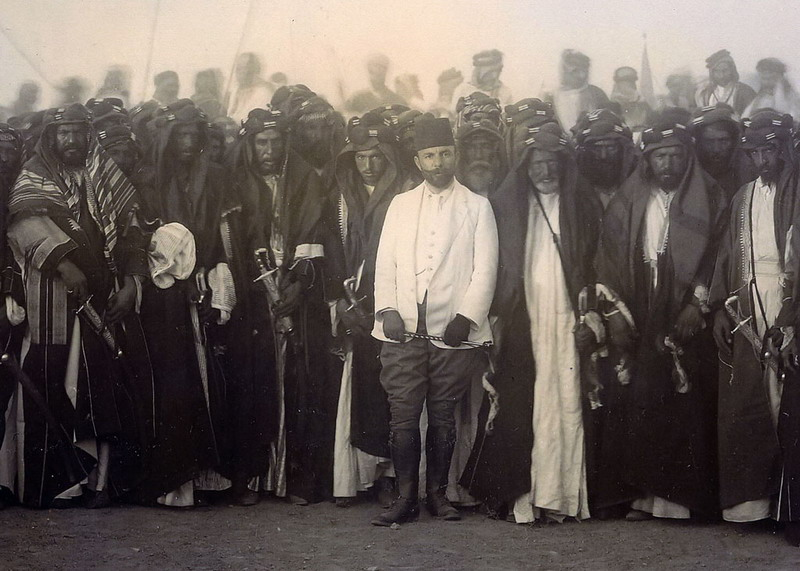
صورة أحمد جمال باشا والي بغداد يتوسط مشائخ عشائر قبيلة عنزة في احتفال إتمام سدة الهندية في نهر الفرات بالقرب من الحلة جنوب بغداد.

حين عين جمال باشا في منصبهِ الجديد في بلاد الشام اتبع في بادئ الأمر سياسة المداورة ومحاولة كسب العرب في صف تركيا محاولاً الاستفادة منهم في الحرب العالمية الأولى آنذاك. وقد خطب جمال باشا أول قدومه إلى دمشق في النادي الشرقي عام 1914م قائلاً:
"يجب عليكم يا أبناء العرب أن تحيوا مكارم أخلاق العرب ومجدهم، منذ شروق أنوار الديانة الأحمدية، أحيوا شهامة العرب وآدابهم حتى التي وجدت قبل الإسلام، ودافعوا عنها بكل قواكم. واعملوا على ترقية العرب والعربية، جددوا مدنيتكم، قوموا قناتكم، كونوا رجالاً كاملين"

### ولاية جمال باشا لبغداد
دامت ولاية جمال باشا لبغداد حوالي سنة تقريبا. كان جمال باشا عكس سلفه الفريق حسين ناظم باشا لا يهتم بالمظاهر الدينية. وقد كان يحضر الحفلات الراقصة والتي كانت تقيمها الجالية الأوروبية التي كانت تسكن بغداد بين فترة وأخرى، وقد اعتاد جمال باشا بشكل خاص أن يحضر الحفلات التي كان يقيمها مدير البنك العثماني وهو رجل بريطاني وكان يراقص زوجته. ولم يكن المجتمع البغدادي آنذاك قد ألف هذا الأمر من قبل في أي والي عثماني سابق. وفي أواخر شهر أيلول/ سبتمبر قامت إيطاليا بالهجوم على طرابلس الغرب وخرجت المظاهرات في بغداد تنديداً بالهجوم وسارت إلى السراي الحكومي. ولم تخل هذهِ المظاهرات من حادث مأساوي إذ التقى في منطقة باب المعظم موكب محلة باب الشيخ بموكب محلة الحيدرخانة ونشب قتال بين المحلتين نتيجة وجود خلافات سابقة بين المحلتين وانتصر متظاهرو محلة باب الشيخ في هذا القتال. وفي سنة 1912 قام حزب الحرية والائتلاف بتأسيس فرع لهُ في بغداد برئاسة السيد مصطفى الواعظ. وقد انضم إلى هذا الحزب المعارض لحزب الاتحاد والترقي الكثير من الشباب المتعلم وقد حاول الوالي جمال باشا اجتذاب السيد مصطفى الواعظ إلى حزب الاتحاد والترقي الحاكم بشتى الطرق ولكنهُ فشل وفي ربيع سنة 1912 جرت الانتخابات البرلمانية وقد كان الفوز في بغداد من نصيب الاتحاديين على نظرائهم الائتلافيين. قدم جمال باشا استقالته من منصب الوالي بعد تسلم الائتلافيين الحكم في الدولة العثمانية في شهر تموز وقد غادر جمال باشا بغداد في يوم 17 آب من نفس السنة. ومن الجدير بالذكر إنه خلال ولاية جمال باشا اجتاحت بغداد موجة برد شديدة مما أدى إلى تساقط الثلج وذلك في يوم 20 محرم 1329 هـ/1911 م.

## حرب السفر برلك
في عام 1915م قاد جمال باشا الجيش الرابع التركي لعبور قناة السويس ودخول مصر. وفي ليل 2 فبراير/شباط 1915م اخترق صحراء سيناء التي كانت حينها تفتقر لطرق المواصلات فكانت قوات الجيش التركي تصل إلى القناة منهوكة القوى لتحصدها البوارج البريطانية الموجودة في القناة أو القوات البريطانية التي تتحصن على الضفة الغربية للقناة بمدافعها ورشاشاتها ومع أن بعض السرايا القليلة استطاعت اجتياز القناة إلا أن الهجوم فشل فشلاً ذريعاً ولم ينج من الجيش الرابع إلا القليل.

## نتائج الحملة
منيت الحملة بالفشل في معركة رمانة على ضفاف قناة السويس في 3 فبراير/شباط عام 1915 م حيث سقط 1500 جندي عثماني قتلى بنيران مدفعية البوارج البريطانية والفرنسية في قناة السويس. وعلى الرغم من فتوى الجهاد التي أعلنتها الدولة العثمانية، إلا أن الحملة فشلت في إثارة جموع المصريين. وبعد فشل الحملة أرسـِل المجندون إلى أوروبا للقتال في الحرب العالمية الأولى.
كان للفشل الذريع لهذه الحملة ومسؤولية جمال باشا المباشرة عن ذلك الفشل، وهو الحاكم العسكري المطلق على سوريا، أن يصبح عصبي المزاج بشكل دائم، حاد الطباع، وصب جام غضبه على القيادات العربية العسكرية والمدنية التي حمّلها مسؤولية إخفاقه، فعمل على استبدال الكتائب العربية في بلاد الشام بكتائب غالبية جنودها من الأتراك، وفصل الضباط العرب البارزين من وظائفهم وأرسلهم إلى مناطق بعيدة، وأخذ باعتقال الزعماء الوطنيين والمفكرين العرب والتنكيل بهم وتعذيبهم حتى الموت، وقد كانت باكورة هؤلاء إعدام عدد من المناضلين بأحكام عرفية باطلة في عدد من المناسبات.

## إعدام المثقفين العرب في بيروت ودمشق

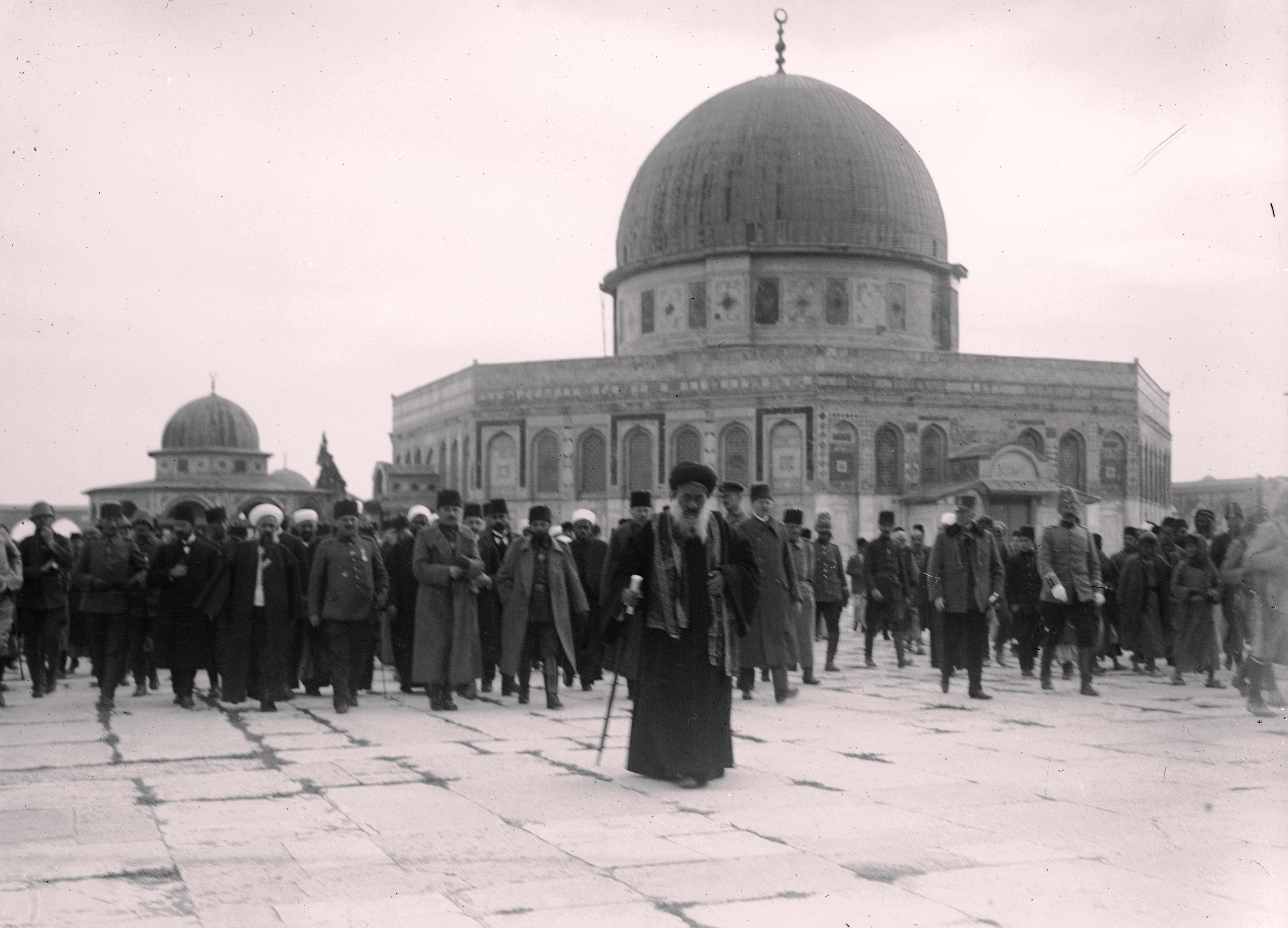
أحمد جمال باشا مع أنور باشا خلال زيارتهما لمسجد بيت المقدس وقبة الصخرة

قام جمال باشا بإعدام نخبة من المثقفين العرب من مختلف مدن سوريا ولبنان، فقد ساق لهم مختلف التهم التي تتراوح بين التخابر مع الاستخبارات البريطانية والفرنسية للتخلص من الحكم العثماني، إلى العمل على الانفصال عن الدولة العثمانية، وهو ما يقال أنه ما كان يسعى هو بنفسه إليه.
أحال جمال باشا ملفاتهم إلى محكمة عرفية في عاليه في جبل لبنان، حيث أديرت المحاكمة بقسوة وظلم شديدين، وبدون أن تحقق أدنى معايير المحاكمات العادلة والقانونية، صامّاً أذنيه عن جميع المناشدات والتدخلات التي سعت لإطلاق سراحهم، وخصوصاً تلك التي أطلقها الشريف حسين بن علي شريف مكة، الذي أرسل البرقيات إلى جمال باشا وإلى السلطان وإلى الصدر الأعظم، وأوفد ابنه الأمير فيصل بن الحسين إلى دمشق، وقابل جمال باشا ثلاث مرات في مسعى لإيقاف حكم الإعدام دون جدوى، إذ أن جمال باشا كان قد عقد النية على تنفيذ مخططه الرهيب.
نفذت أحكام الإعدام شنقاً على دفعتين: واحدة في 21 أغسطس/أب 1915 وأخرى في 6 مايو/أيار 1916 في كل من ساحة البرج في بيروت، فسميت ساحة الشهداء، وساحة المرجة في دمشق.
بقي أحمد جمال باشا ممعنا في غيه، إلى أن شعرت الدولة العثمانية بنتائج سياسته الفظيعة فنقلته من سوريا وعينت بدلاً منه جمال باشا المرسيني الشهير بالصغير.

## مقتله
قُتل جمال باشا في مدينة تبليسي عام 1922 م على يد أرمني يدعى اسطفان زاغكيان بسبب انه كان واحدا ممن خططوا لإبادة الارمن ضمن حركة واسعة عرفت بعملية نيمسيس أي العقاب طالت جميع المسؤلين عن تلك الإبادة ، وقد روي عن طلعت بك زميل جمال باشا في جرائمه أنه خاطب زميله هذا بقوله: «لو أنفقنا كل القروض التي أخذناها لستر شرورك وآثامك لما كفتنا».

## جمال باشا في الثقافة العامة
أنتج مسلسل سوري درامي بعنوان إخوة التراب يحكي قصة تلك الحقبة التي حكم فيها جمال باشا بلاد الشام، والمسلسل من إخراج نجدت أنزور، واشترك فيهِ نخبة من الممثلين السوريين منهم فايز أبو دان بدور جمال باشا وأيمن زيدان وسوزان نجم الدين وسامر المصري.

## روابط خارجية
- جمال باشا على موقع الموسوعة البريطانية (الإنجليزية)
- جمال باشا على موقع الموسوعة البريطانية (الإنجليزية)